# 二铝化三锆
二铝化三锆是一种金属间化合物，化学式为Zr3Al2，它可在Zr5Al3的热分解中产生。Zr2Al在高温下氢化，也会得到Zr3Al2。Zr3Al2的氨化可以得到Zr3Al2Hx、Zr3Al2HxNy、ZrN等物质。
它是一些化合物（如Dy3Al2、Ga3Hf2、Ho3Al2等）的结构原型，Gd3Al2结构与该结构类似，但是Gd3Al2结构没有反演中心。